# La Melancolía
La melancolía, La malhumorada o El silencio (en idioma tahitiano, Te Faaturuma) es un cuadro de Paul Gauguin hecho en 1891 durante su primera estancia en Tahití. Se conserva en el Worcester Art Museum de Worcester (Massachusetts). Se conoce por la referencia núm. 440 del catálogo de Wildenstein.

## Título
Se encuentra firmado abajo en la parte izquierda sobre el sombrero: «PGauguin 91». Arriba en la izquierda hay la inscripción «Te Faaturuma» escrita por Daniel de Monfreid por indicación de Gauguin. En una carta dirigida a su mujer Mette, Gauguin le explica que Te Faaturama es «El Silencio» o el «Estar melancólico»,pero que era mejor mantener el título tahitiano ya que este idioma podía dar diferentes sentidos. Despuén en el catálogo de la exposición en la galería de Durand-Ruel del año 1893, lo tradujo como Boudeuse («Malhumorada»). En el catálogo razonado de Wildenstein consta como Te Faaturuma (Boudeuse o Le Silence).
De acuerdo con el diccionario de la Academia Tahitiana, el verbo fa'aturuma es «permanecer silencioso, observar un momento de recogimiento, pararse para reflexionar». Pero como substantivo sería te fa'atūrumara'a («la melancolía») y como adjetivo, te vahine fa'atūruma («la [mujer] melancólica»).

## Descripción
La modelo es una chica tahitiana, probablemente su amante Tehemana, vestida con una camisa blanca, sentada en el suelo con las piernas cruzadas junto a unas frutas, un sombrero y un cuenco humeante. Al fondo, en el exterior de la cabaña, hay unas figuras muy esquemáticas de un perro y un jinete en su caballo. Los colores son claros, destacando el malva del fondo que se refleja en el traje de la modelo.
La mujer silenciosa y meditativa transmite el sentido de misterio que los polinesios provocaban en el artista:
«Soy capaz de entender por qué esta gente puede estar durante horas interminables, incluso días, sentada sin decir una palabra, limitándose a mirar melancólicamente el cielo. Soy capaz de sentir como todo esto me embarga, y en estos momentos experimento un sentimiento de descanso absoluto.»
Probablemente Gauguin también tenía este estado de ánimo melancólico durante las primeras semanas en Tahití cuando produjo pocas obras. En tahitiano queda expresado por el término fiu, «estar cansado, harto», una actitud que sorprendió a los primeros exploradores europeos y que continúa vigente en la Polinesia francesa con la expresión être fiu.

## Historia

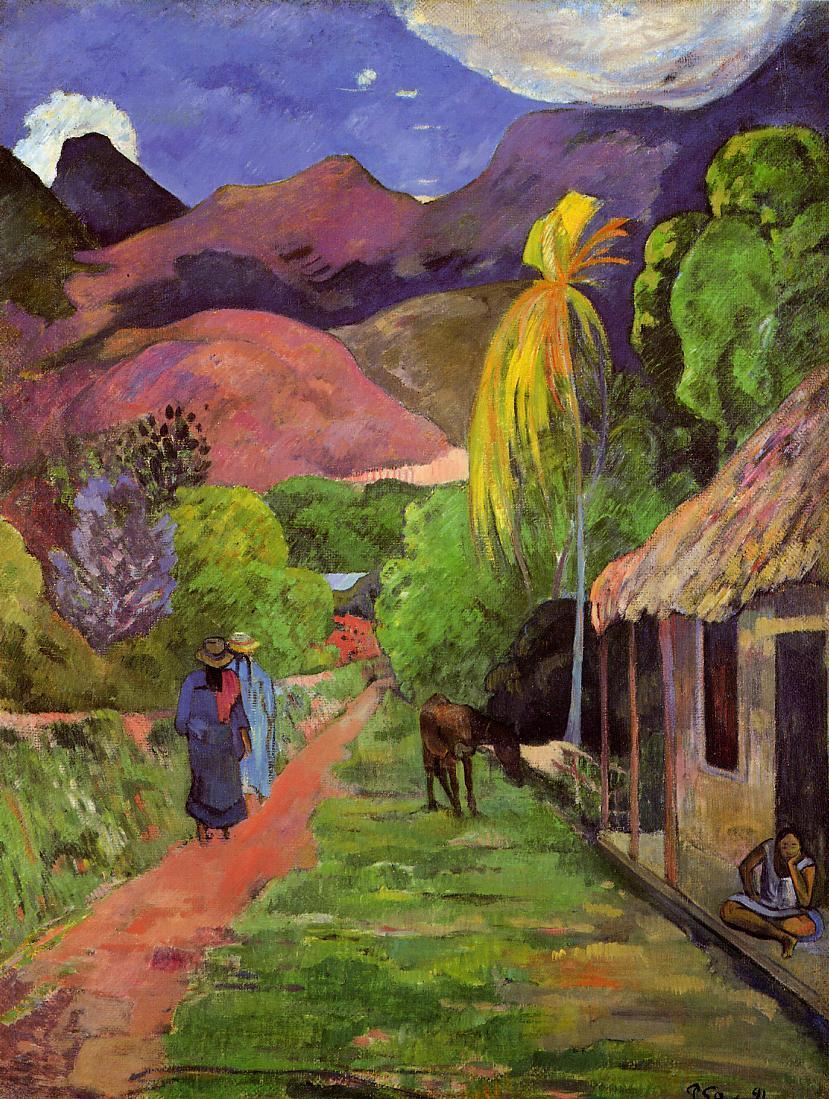
Calle de Tahití, 1891.

Existen dos dibujos preparatorios de la tahitiana sentada. Esta misma figura vuelve a salir en el cuadro Calle de Tahití. El mismo año 1891 pintó el mismo tema en Faaturuma (La Melancolía), pero con una mujer sentada en una silla. Las figuras del fondo en el exterior de la cabaña, el hombre con camisa blanca que observa el interior y el perro que guarda la entrada, las volvió a reproducir en Eiaha ohipa(1896).
La pintura fue enviada por Gauguin, en diciembre de 1892 desde Tahití, junto con otras siete obras para ser expuestas en Copenhague. En noviembre de 1893, a su regreso de Tahití en París, fue expuesto en la galería de Paul Durand-Ruel. En 1895, antes de volver de nuevo hacia Tahití, se incluye en la subasta del Hôtel Drouot con un precio de partida de 400 francos, pero no se vendió. Poco después lo compró el pintor Edgar Degas. De hecho, la perspectiva desde arriba recuerda los estudios de bailarinas de Degas. En 1918 se vendió en subasta por 14.000 francos.